# Quai Zurich Campus
Der Quai Zurich Campus (QZC) ist der Hauptsitz der Zurich Insurance Group am Zürichsee und wurde 2021 nach Plänen des österreichischen Architekten Adolf Krischanitz erweitert und umgebaut.

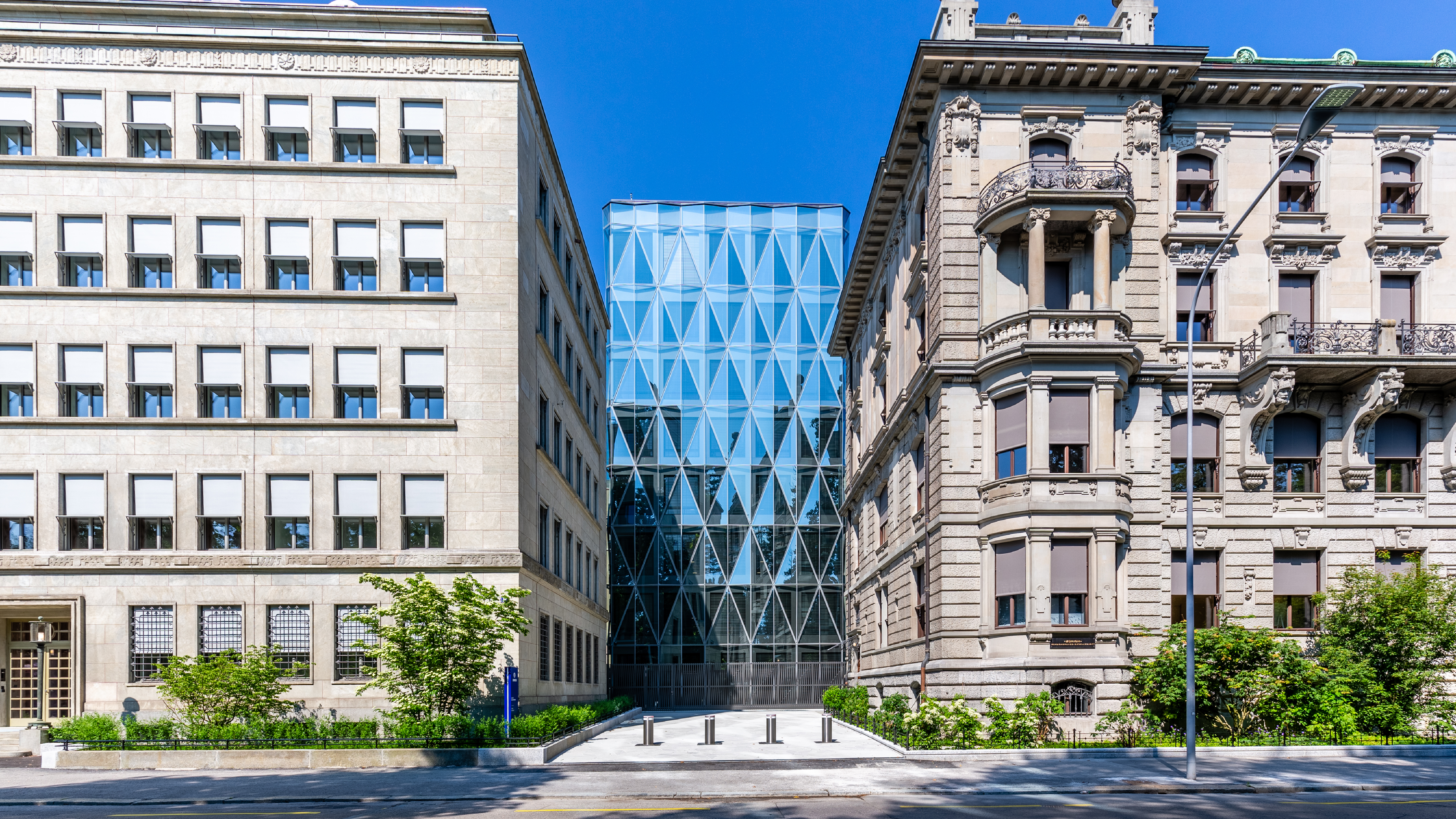
Hauptfassade

## Lage
Der Quai Zurich Campus befindet sich am Mythenquai 2/Alfred-Escher Strasse 45 in Zürich.

## Geschichte

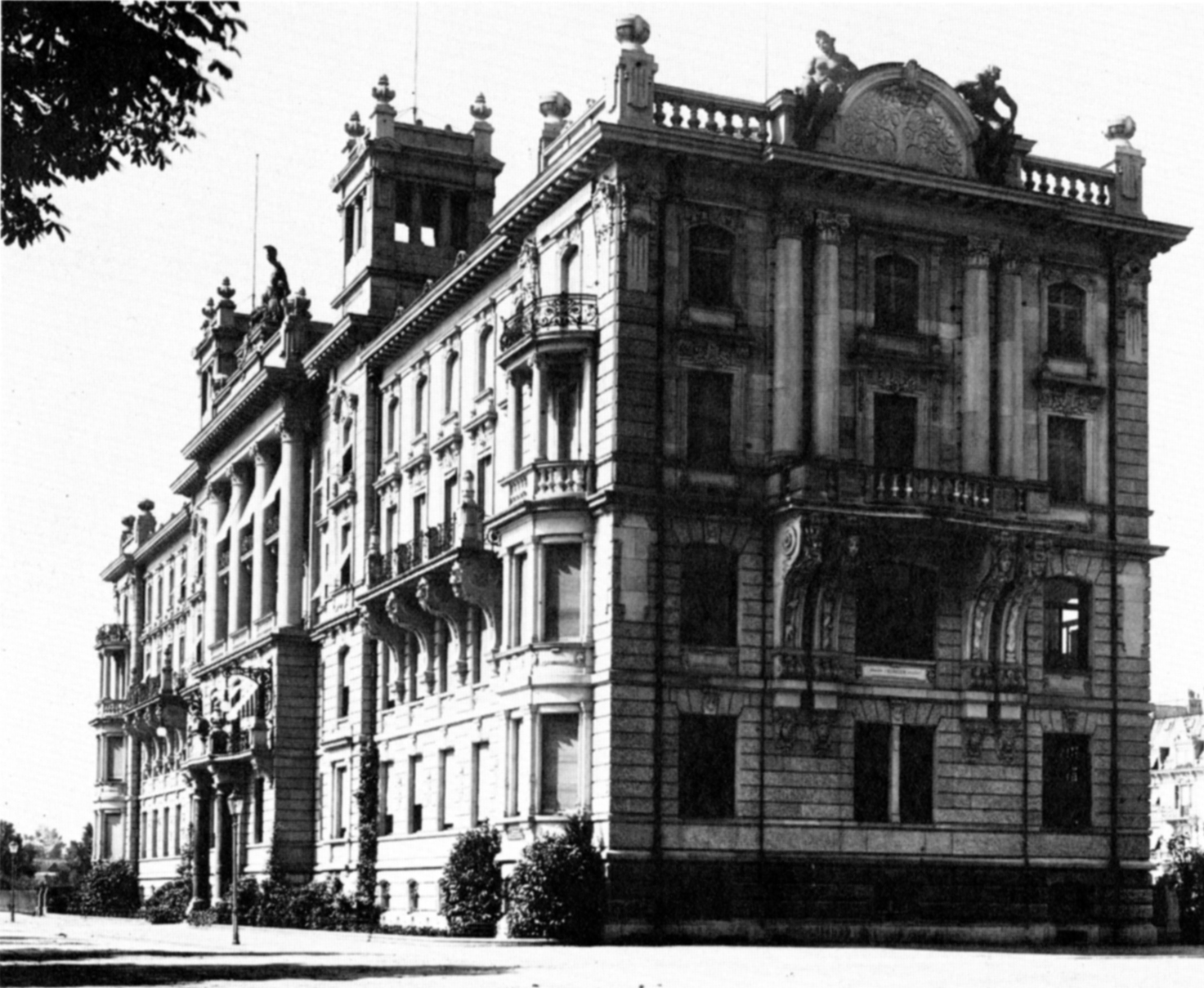
Altbau am Mythenquai

- 1872–1900: Die Zurich Insurance Group (Zurich) mietete anfänglich ihre Büroräumlichkeiten an der Bahnhofstrasse (1872–1874 Bahnhofstrasse 9; 1874–1876 Bahnhofstrasse 48) und am Paradeplatz (1876–1900 Ecke Bahnhofstrasse/Paradeplatz 8). Nachdem die damalige Vermieterin, die Schweizerische Kreditanstalt, die Räumlichkeiten am Paradeplatz für sich selbst benötigte, plante die Zurich einen eigenen Hauptsitz.
- 1898: Sie erwarb das am Mythenquai, Ecke Alfred-Escher-Platz gelegene 2291 m² grosse Grundstück.
- 1899–1901: Von März 1899 bis Oktober 1901 realisierte die Zurich den Bau des Hauptsitzes am Mythenquai 2 durch Architekt Julius Gottfried Kunkler (1845–1923) von St. Gallen. Er plante ein monumentales Gebäude im Jugendstil mit einer repräsentativen Hauptfront gegen den See. Das Gebäude steht auf aufgeschüttetem ehemaligem Seeboden. Um ein genug stabiles Fundament zu schaffen, wurden Holzpfähle in den weichen Boden gerammt.

Im Zuge des Ausbaus des Mythenquai-Areals folgten mehrere Erweiterungs- und Umbauten:
- 1922–1923: Erwerb der angrenzenden Liegenschaften am Alfred-Escher-Platz 2–4 (heute Breitingerstrasse 5, 7 und 9)
- 1924–1925: Erweiterungsbau an der Breitingerstrasse 3
- 1931–1932: Einzug und Hauptsitz der Tochtergesellschaft Vita Lebensversicherungs-Gesellschaft an der Marsstrasse 2/Mythenquai 10
- 1937–1938: Erweiterungsbau an der Alfred-Escher-Strasse 45
- 1952–1954: Erweiterungsbau des Hauptsitzes der Vita Lebens-Versicherungs-Gesellschaft in Richtung Alfred-Escher-Strasse
- 1968–1972: Bau des Bürogebäudes an der Alfred-Escher-Strasse 50–60
- 1969: Bau einer Passerelle zwischen Direktionsgebäude am Mythenquai 2 und den Gebäuden an der Breitingerstrasse 5–9
- 1980–1984: Umbau des ehemaligen Vita-Hauptsitzes an der Marsstrasse 2
- 1993–1996: Erweiterungsbau im Innenhof zwischen Mythenquai / Alfred-Escher-Strasse und Breitingerstrasse.
- 2012–2015: Gesamtsanierung der Liegenschaft an der Alfred-Escher-Strasse 50–60 und anschliessende Fremdvermietung

2011/2012: beschloss die Zurich einen umfassenden Umbau und die Neukonzeption des Konzernhauptsitzes. Den Projektwettbewerb gewann 2012 Architekt Alfred Krischanitz ZT GmbH. Die Neugestaltung sah den Rückbau der Gebäude an der Breitingerstrasse 5–9 sowie an der Alfred-Escher-Strasse 45 vor. Die denkmalgeschützten Gebäude A (Mythenquai 2), D (Breitingerstrasse 3) und F (Mythenquai 10/Marsstrasse 2) wurden renoviert.
2016–2021: Der Rückbau begann 2016. Die Bauarbeiten unter TU Implenia starteten im Mai 2017. Im Zuge der Tiefbauarbeiten konnte die Kantonsarchäologie Zürich während der Notgrabung bedeutende prähistorische Funde sichern, vor allem aus der Zeit der frühen Schnurkeramik zwischen 2715 und 2683 v. u. Z. Die Inbetriebnahme war im Sommer 2021.

## Architektur

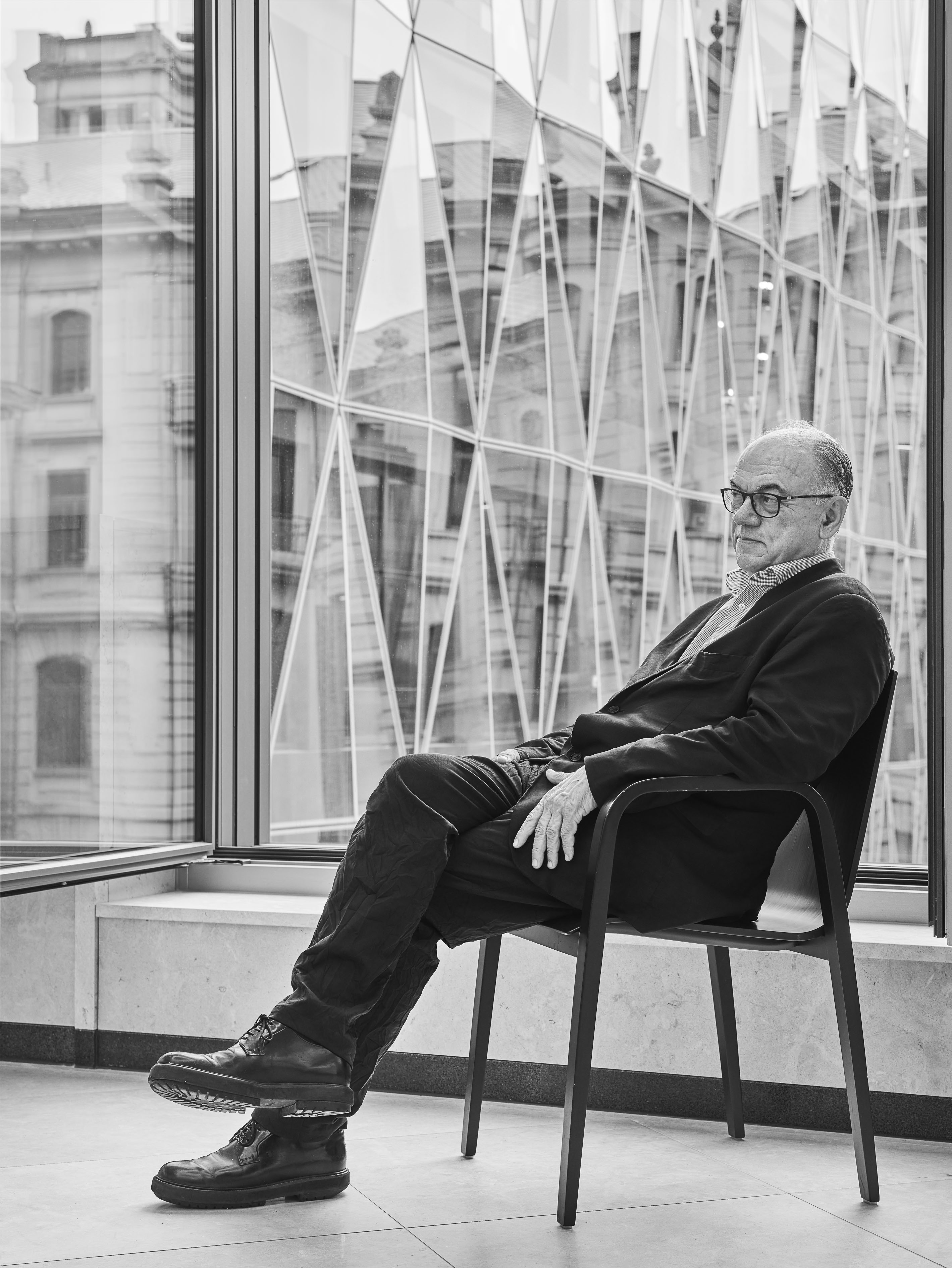
Adolf Krischanitz in seinem letzten Bauwerk in Zürich

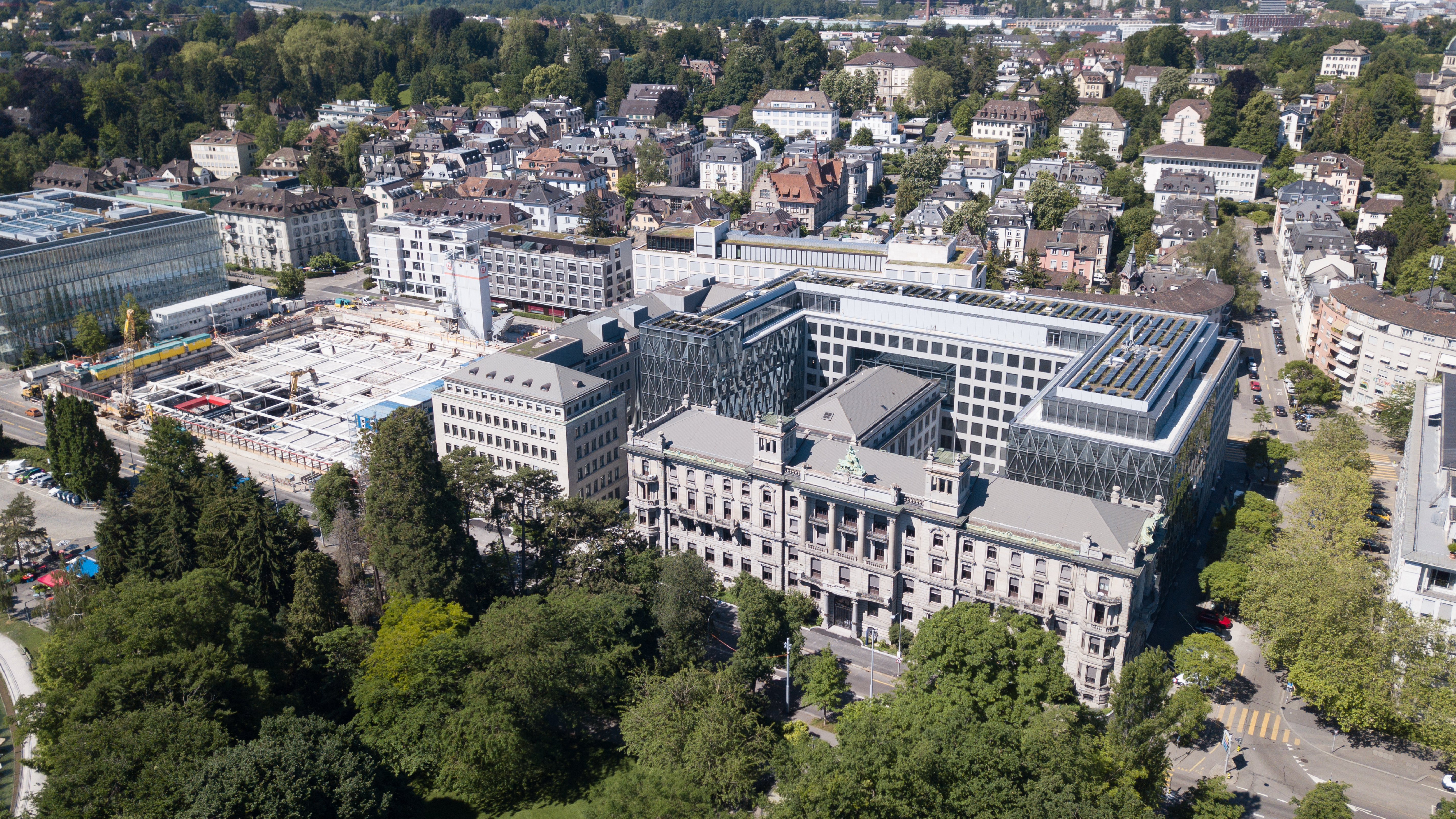
Vogelperspektive

Die Gesamtkomposition sieht das Zusammenspiel zwischen inventarisierter Bausubstanz und kammartiger Neubaustruktur vor und setzt diese beiden Qualitäten in eine spannungsreiche Abfolge. Die Partitur aus Baukörpern und Zwischenräumen ermöglicht neue Orientierungspunkte und verknüpft die unterschiedlichen Funktionsbereiche miteinander.
Mit der Entscheidung, die Neubaustruktur zwischen die inventarisierten Gebäude zu setzen, werden sowohl die Gestaltung als auch die Materialien der Fassaden wichtige Bestandteile der Gesamterscheinung. Das Ensemble aus prächtigen Steinbauten geht dabei mit der kristallinen Glasfassade eine Wechselbeziehung ein und betont je nach Standpunkt die städtebauliche Verdichtung oder beschreibt die neue Stadtsilhouette am Zürcher Seeufer.
Der Neubau organisiert in seinen drei repräsentativen Basisgeschossen ein vielseitiges Nutzungsprogramm aus Auditorium, Cafeteria, Konferenzräumen und Restaurant. Über die dreifach gestapelte Verteilerhalle wird die Erschliessung zu den bestehenden Gebäuden ermöglicht. In den darüber liegenden Bürogeschossen bietet eine vielseitig nutzbare Bürolandschaft flexible Arbeitsplätze und ermöglicht so den Austausch zwischen unterschiedlichen Funktionsbereichen.
Die Glasprismen-Fassade

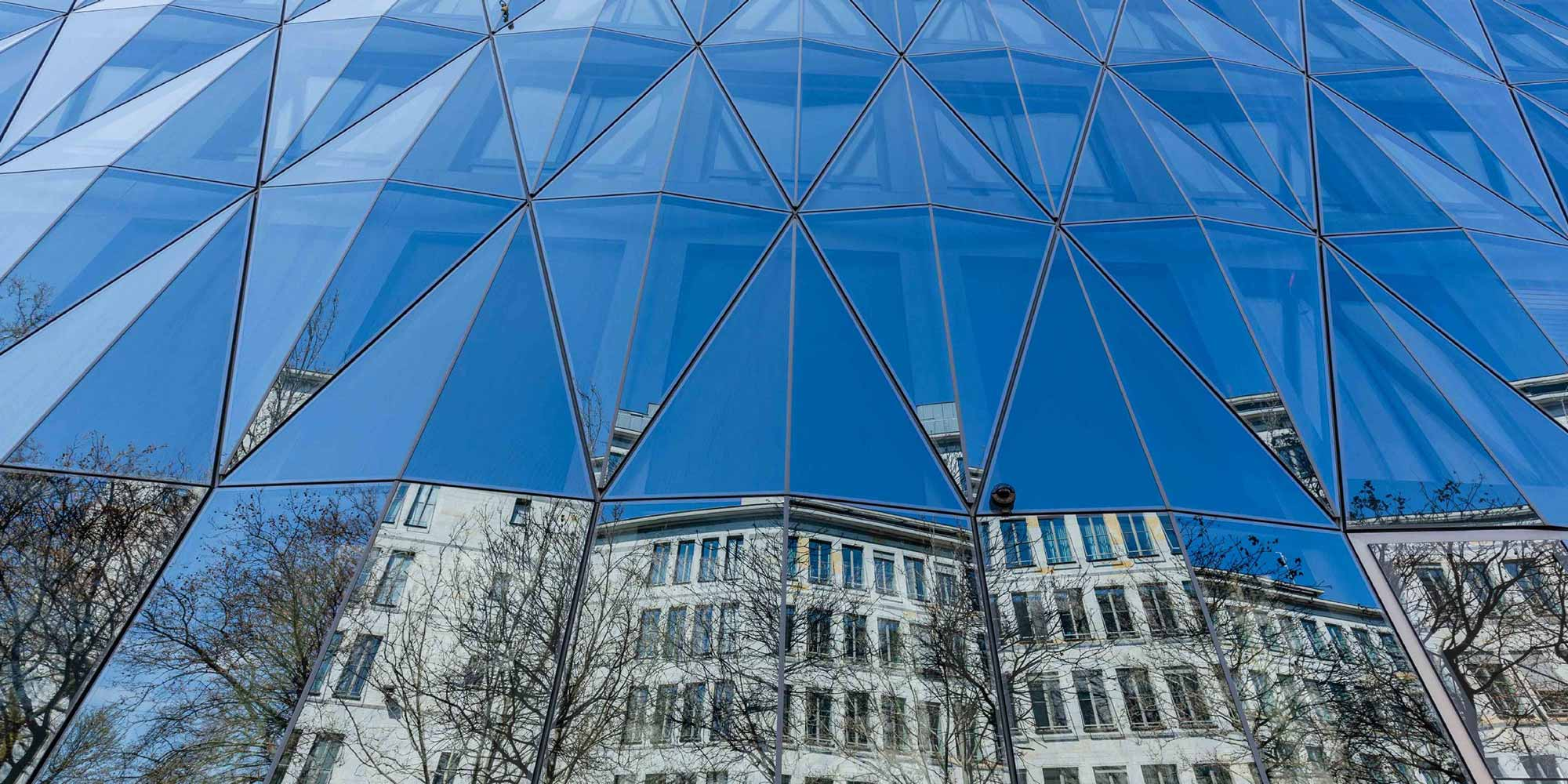
Fassadendetail

Die zweischalige, facettierte Glasfassade wird geprägt durch eine vollflächige äussere Verglasung aus geneigten, dreiecksförmigen Prallscheiben. Die dreidimensionale Prismenkonstruktion wird mittels Präzisionsknoten über sieben Geschosse gehalten und wie eine Membran vor die wärmegedämmte Holz-Metall-Fensterkonstruktion und die Metallverkleidung im Brüstungs- und Stützenbereich gehängt. Die entstehenden kristallinen Glasprismen reflektieren und zergliedern die umgebende Bebauung in kubistische Einzelteile, in Licht und Farben. Der Blick nach aussen wird durch eine fein profilierte Tragstruktur aus Beton gerahmt und ermöglicht Ausblicke in das gebaute Ensemble sowie in den Stadtraum.
Die Innovation der Glasprismen-Fassade entwickelt sich aus der Kombination eines Grundelementes mit einer freitragenden Eckkonstruktion. Durch die umkehrende Einbaumöglichkeit reagiert die Konstruktion über sieben Geschosse (29,80 m) auf die wechselnde Gebäudegeometrie. Das dreidimensionale Grundelement (3,40 m × 2,70 m) besteht aus einem gesteckten Aluminiumrahmen und wird an den Eckpunkten mit je drei weiteren Grundelementen zu einem Knotenpunkt verschraubt. Dieser Knotenpunkt erfüllt dabei nicht nur die reine Aufgabe als tragendes Element, sondern ist Bestandteil der architektonischen Lösung, die durch speziell entwickelte Aluminiumfrässteile gestaltet wird. Mittels der werkseitigen SSG-Verklebung der dreieckigen VSG-Prallscheiben entsteht der Verbund mit dem Aluminiumrahmen. Dabei wird das jeweilige Grundelement als fertiges Glasprisma auf die Baustelle geliefert und zur facettierten Glasfassade zusammengesetzt. Um die erforderliche Präzision von der Entwicklung bis zur finalen Montage der Fassade zu gewährleisten, wurde diese gesamthaft als 3D-Planung aufgebaut und mittels modernster Lasertechnik eingemessen und montiert.

## Kulturgüter
Kulturgüterschutzinventar mit Objekten von nationaler und regionaler Bedeutung
Das Unternehmensarchiv der Zurich ist im Kulturgüterschutzinventar mit Objekten von nationaler und regionaler Bedeutung (KGS-Inventar) als Objekt Kategorie A (nationale Bedeutung) gelistet. Das Verwaltungsgebäude der Gesellschaft (Mythenquai 2 / Breitingerstrasse 3 und 7 / Alfred-Escher-Strasse 45) ist im KGS-Inventar als Objekt Kategorie B (regionale Bedeutung) eingetragen.
Denkmalgeschützte Bauten
Ehem. Hauptsitz Zürich Unfall-Versicherung, Mythenquai 2, Bauzeit 1899–1900, Architekt Gottfried Julius Kunkler (1845–1923), im Inventar Denkmalpflege, Einstufung regional
Erweiterungsbau Zürich Unfall-Versicherung, Breitingerstrasse 3, Bauzeit 1924–25, Architekt Otto Honegger, im Inventar Denkmalpflege, Einstufung regional
Verwaltungsbauten Zürich Versicherungen, Marsstrasse 2 / Mythenquai 10, Bauzeit 1931–1932, Architekt Otto Honegger, im Inventar Denkmalpflege, Einstufung kommunal
Verwaltungsbauten Zürich Versicherungen, Marsstrasse 2 / Alfred-Escher-Strasse 57, Bauzeit 1952–1954, Architekten Debrunner & Blankart, im Inventar Denkmalpflege, Einstufung kommunal
Die Liegenschaft am Mythenquai 2 ist ebenfalls im Inventar Gartendenkmalpflege (GDP 39.024), Einstufung kantonal.

## Nachhaltigkeit
Planung, Bau und Renovation des Quai Zurich Campus waren konsequent auf Nachhaltigkeit ausgerichtet. Der Campus wird mit Strom aus erneuerbaren Energien betrieben, einschliesslich Solarzellen auf den Dächern, und mit Seewasser beheizt und gekühlt. Die Parkplätze dürfen nur von Elektrofahrzeugen genutzt werden und tragen so Zurichs Ziel Rechnung, nachhaltige Verkehrsmittel zu fördern. Die Sanitäranlagen nutzen Regenwasser, und begrünte Wände tragen zu einem gesunden Innenraumklima bei.
Der Campus ist auch für eine neue, agile und kollaborative Art des Arbeitens konzipiert, die Mitarbeitende vor Ort und überall auf der Welt durch Technologie miteinander verbindet. Herkömmliche Schreibtische machen weniger als die Hälfte der Arbeitsplätze aus; wodurch mehr Bereiche für Besprechungen und kooperative Arbeit geschaffen werden, die an verschiedene Arbeitsweisen angepasst sind.
Zurich geht davon aus, dass der Quai Zurich Campus die höchsten Zertifizierungen für das Wohl von Umwelt und Menschen erhalten wird, darunter:
- LEED-Platinum-Zertifizierung für den gesamten Campus
- Zertifizierung 2000-Watt-Areal für den gesamten Campus
- MINERGIE-P ECO-Zertifizierung für die neuen Gebäude und MINERGIE ECO-Zertifizierung für die denkmalgeschützten Gebäude. MINERGIE ist ein in der Schweiz eingetragener Qualitätsstandard für neue und modernisierte Niedrigenergiegebäude.
- WELL-Platinum-Zertifizierung. Der WELL Building Standard ist ein leistungsbezogenes System für die Messung, Zertifizierung und Überwachung von Funktionen unserer bebauten Umwelt, die sich über Luft, Wasser, Nahrung, Licht, Fitness, Komfort und psychische Aspekte auf die Gesundheit und das Wohlbefinden von Menschen auswirken.